# Iglesia de los Santos Julián y Basilisa
La iglesia de los Santos Julián y Basilisa, edificada en el siglo XI (concretamente en los años 1080), es un templo católico de estilo románico, en su variante lombarda, siendo el ejemplar más occidental del arte románico lombardo en Aragón, además de la obra románica más importante de Europa. Su colección de pintura románica se exhibe en el Museo Diocesano de Jaca, tras su descubrimiento en 1966. Se encuentra a las afueras del casco urbano de Bagüés, al oeste del mismo.

## Historia
La iglesia fue construida a finales del siglo XI junto al Camino de Santiago, muy cerca del monasterio de San Juan de la Peña. En la Edad Media fue un importante enclave en la ruta internacional. En la actualidad es muy importante la categoría arquitectónica de esta iglesia, pero sobre todo la calidad de sus pinturas, datadas en torno al año 1100, que tienen relación estilística con Francia.
Las pinturas de Bagüés fueron descubiertas en los años 60. En 1966 se encargó su arranque y trasladaron a Zaragoza para restaurarlas en el taller y el equipo de Ramón Gudiol Ricart. En mayo de 1968, antes de su instalación en el Museo de Jaca, fueron dadas a conocer. Es el conjunto de pintura mural románica más importante de Europa.
La iglesia pasó a ser priorato de San Juan de la Peña, pero con el tiempo se convirtió en iglesia parroquial de la villa de Bagüés, hasta los años 60 del siglo XX, que se cerró al culto definitivamente.
En 2012 la Iglesia fue reabierta al culto y al turismo. Se hizo una limpieza y un arreglo total del templo y la reapertura fue el 2 de junio de ese mismo año con la celebración de una primera comunión y una confirmación. El templo fue consagrado por Julián Ruiz Martorell, obispo de Huesca y de Jaca.

## Pinturas

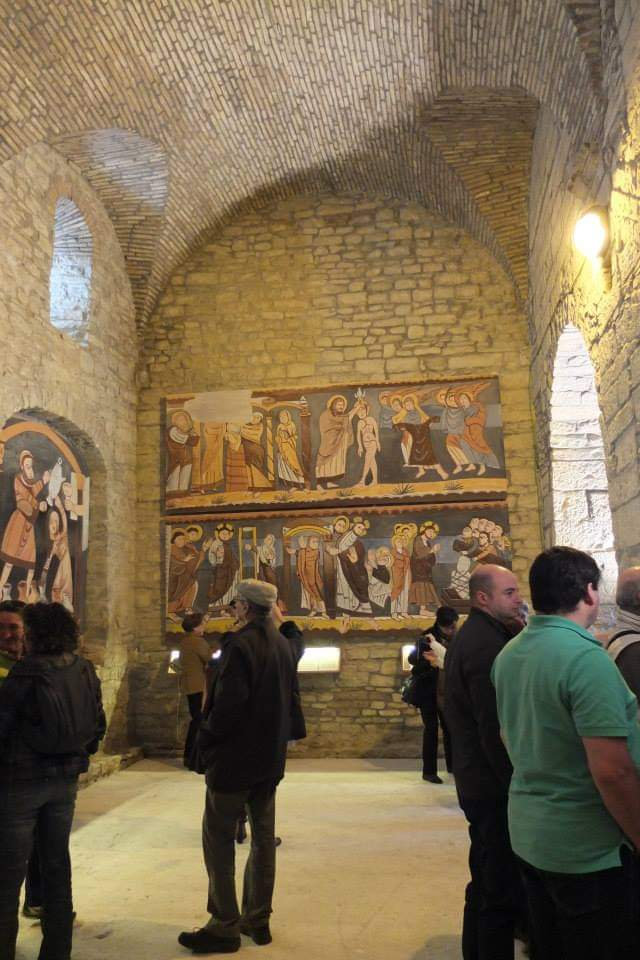
Visitantes

Las pinturas de Bagüés narran ni más ni menos la verdadera historia de la Humanidad, según los principios de la doctrina cristiana. De la creación del hombre al ciclo de la Pasión, Muerte y Resurrección de Cristo, rematando con la Ascensión de Jesús, en Bagüés se representó una serie de escenas, plenas de capacidad comunicadora, que resumían los principales pasajes del Antiguo y el Nuevo Testamento. 
Las escenas se representan en tres niveles separados por trazos de color horizontales. Entre una escena y la siguiente, sin embargo, no hay separación gráfica, sino compositiva: las figuras que cierran cada escena están colocadas de espaldas a las anteriores o las siguientes.
Se desarrollan de izquierda a derecha y de arriba abajo a lo largo de los muros, en una especie de recorrido en espiral. La distribución escénica está muy bien estudiada, de forma que las que tienen que ver con lo Celestial se ubica en la parte superior, y las que relatan episodios de la vida terrenal están colocadas en la parte inferior. Esta secuencia de escenas termina en el ábside, donde las pinturas se leen de abajo arriba: justo detrás del altar, se representó la Crucifixión, mientras que en la parte alta, se representa la Ascensión de Jesús a los Cielos, es decir, la escena que culmina la historia simbolizando la fe en la redención de la Humanidad.

### Escenas destacadas

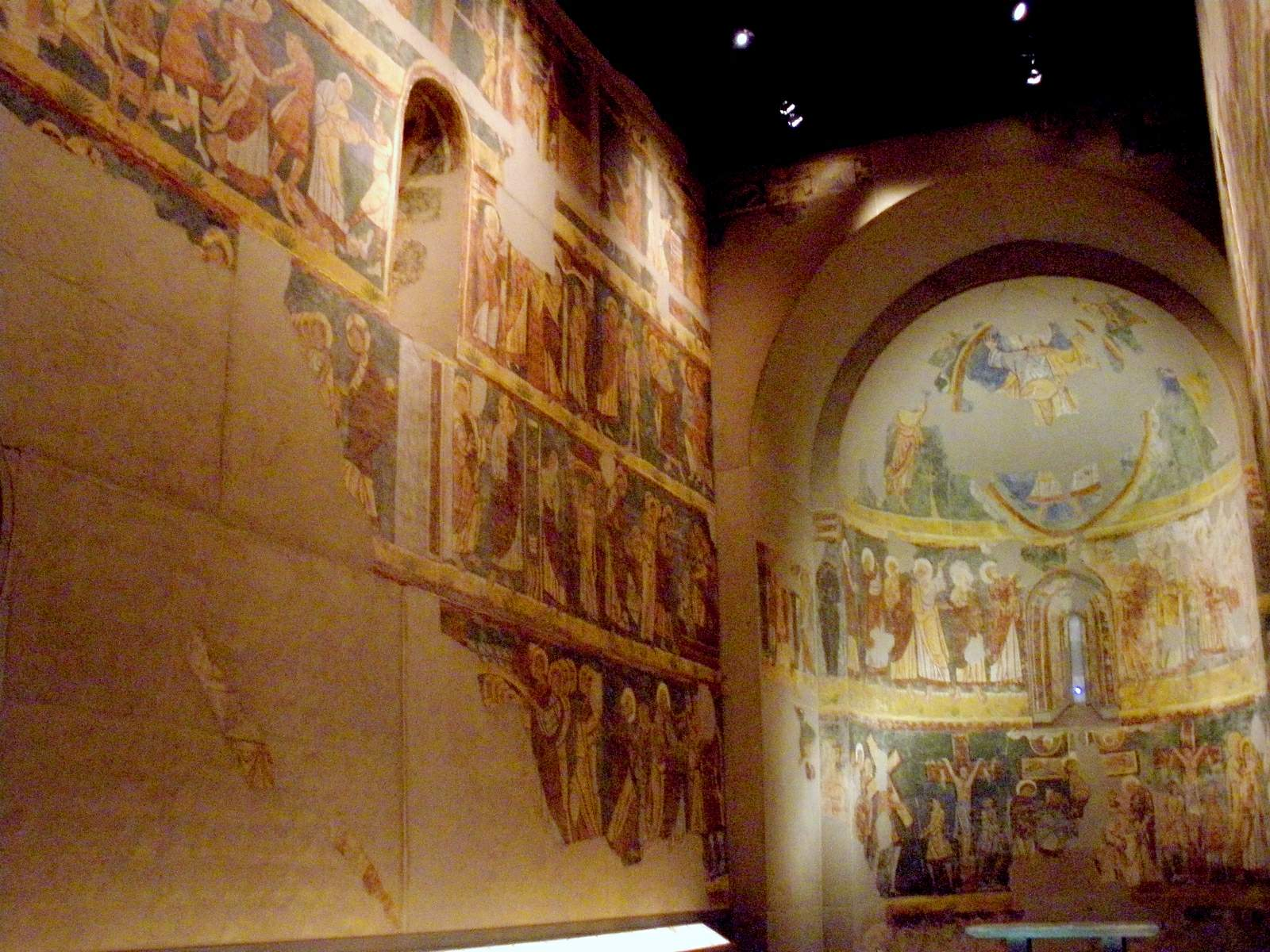
Pinturas murales de la iglesia de Bagüés, hoy en el Museo Diocesano de Jaca

En Bagüés se representan escenas como la Adoración de los Reyes, donde aparece Jesús en los brazos de María, bajo una sencilla arquería, recibiendo el presente que le ofrece uno de los Magos, cubierto por un tocado; este se repite, por cierto, en la figura del sayón que vigila a Cristo Crucificado y que se interpone entre este y su Madre.
También hay escenas como la de la Matanza de los Inocentes, donde una madre intenta salvar a su hijo de la muerte que le espera a manos de Herodes, quien intenta arrancárselo de los brazos y que agarra una espada en alto. Esa madre de expresión de angustia, es una de las figuras más delicadas del conjunto mural.
Es singular el modo de representar al Buen y el Mal Ladrón, que pasan los brazos por detrás del travesaño de la cruz y los sacan hacia adelante por el centro del propio madero, como si este fuera un cepo. Flanqueando a estas dos figuras, unos sayones empuñan palos en alto en actitud de romperles las piernas.
Hay una escena muy conocida, ya que ejemplifica muy bien la capacidad expresiva, es la del Prendimiento, en cuya parte inferior aparece San Pedro cortándole la oreja a Malco. La expresión de Malco, que es de angustia y amargura, es una imagen que se aleja totalmente de las características propias del arte románico. Delante de Malco, y casi como asustándose de su grito, varios personajes, de perfil, se curvan echando hacia atrás las cabezas y los brazos, lo que intensifica todavía más la fuerza dramática de la escena.